# Rio do Tigre (Ivaí)
Der Rio do Tigre ist ein etwa 36 km langer rechter Nebenfluss des Rio Ivaí im Inneren des brasilianischen Bundesstaats Paraná.

## Geografie

### Lage
Das Einzugsgebiet des Rio do Tigre befindet sich auf dem Segundo Planalto Paranaense (Zweite oder Ponta-Grossa-Hochebene von Paraná).

### Verlauf
Sein Quellgebiet liegt auf der Grenze zwischen den beiden Munizipien Rio Branco do Ivaí und Cândido de Abreu auf 832 m Meereshöhe etwa 20 km nordöstlich der Stadt Cândido de Abreu in der Nähe der Ortschaft Rio do Tigre.
Der Fluss verläuft in westlicher Richtung. Er bildet in seinem gesamten Verlauf die Grenze zwischen den beiden Munizipien. Er mündet auf 435 m Höhe von rechts in den Rio Ivaí. Er ist etwa 36 km lang.

### Munizipien im Einzugsgebiet
Am Rio do Tigre liegen die zwei Munizipien Rio Branco do Ivaí und Cândido de Abreu.